# Gheorghii Cernei
Gheorghii Cernei (* 13. April 1990) ist ein rumänischer Gewichtheber moldauischer Herkunft.

## Karriere
Cernei startete zu Beginn seiner Karriere für die Republik Moldau und war 2010 Junioren-Vize-Weltmeister im Reißen. 2011 wurde er U23-Europameister. Im selben Jahr nahm er auch an der Universiade teil, bei der er in der Klasse bis 85 kg den vierten Platz erreichte. Bei den Europameisterschaften 2012 wurde er Achter. 2013 war er bei der Universiade Dritter. Allerdings wurde er bei der Dopingkontrolle positiv auf Dehydrochlormethyltestosteron getestet und für zwei Jahre gesperrt. Nach seiner Sperre startete er für Rumänien und erreichte bei den Weltmeisterschaften 2015 den zwölften Platz.